# Isachne
Isachne är ett släkte av gräs. Isachne ingår i familjen gräs.

## Bildgalleri

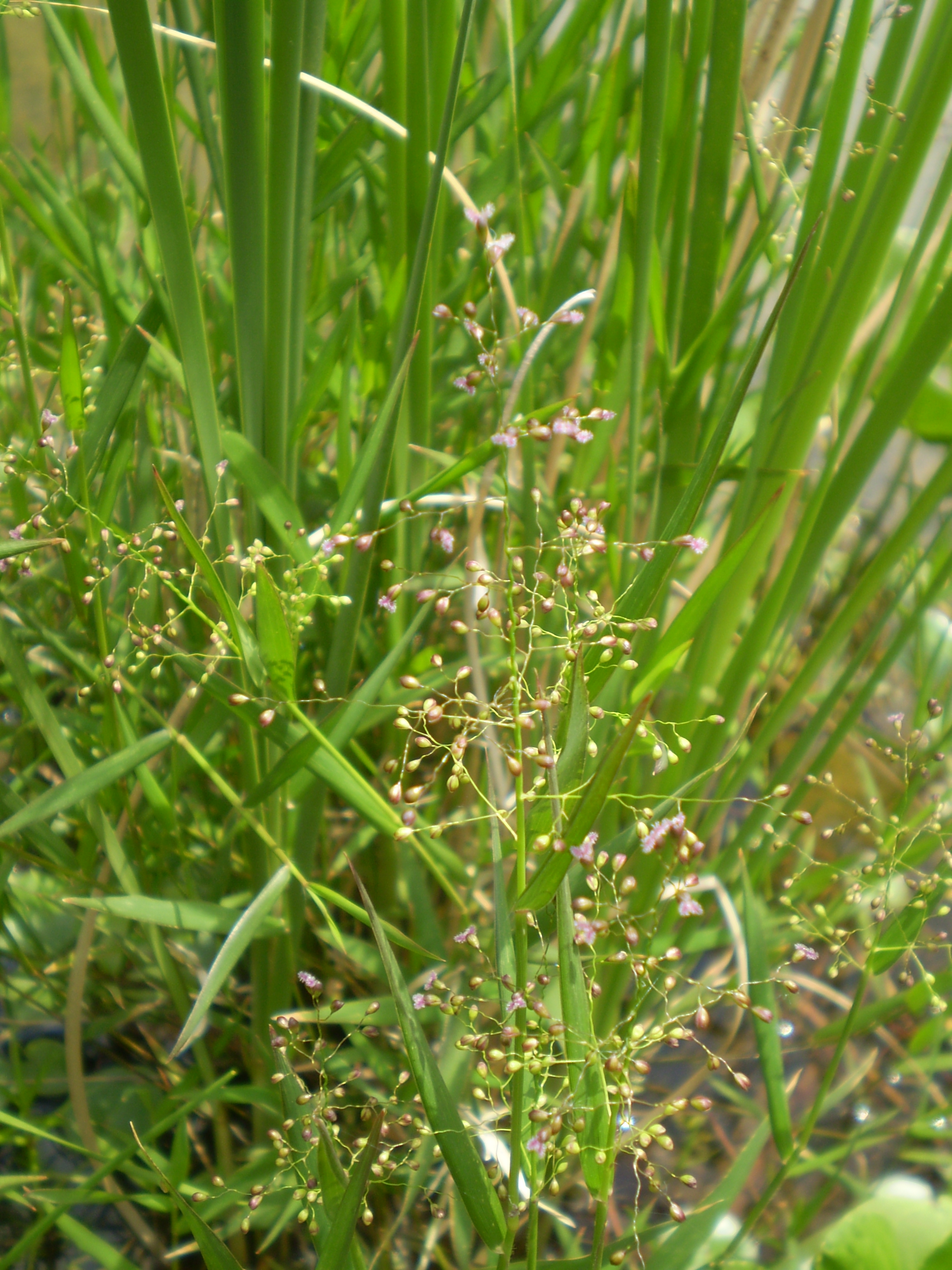

## Dottertaxa tillIsachne, i alfabetisk ordning[1]
- Isachne albens
- Isachne albomarginata
- Isachne angladei
- Isachne angolensis
- Isachne angustifolia
- Isachne arfakensis
- Isachne arundinacea
- Isachne ascendens
- Isachne bicolor
- Isachne borii
- Isachne bourneorum
- Isachne brassii
- Isachne buettneri
- Isachne cambodiensis
- Isachne carolinensis
- Isachne chevalieri
- Isachne ciliatiflora
- Isachne clarkei
- Isachne clementis
- Isachne cochinchinensis
- Isachne comata
- Isachne conferta
- Isachne confusa
- Isachne deccanensis
- Isachne diabolica
- Isachne dimyloides
- Isachne dioica
- Isachne disperma
- Isachne distichophylla
- Isachne eberhardtii
- Isachne elegans
- Isachne fischeri
- Isachne globosa
- Isachne goiasensis
- Isachne gossweileri
- Isachne gracilis
- Isachne guangxiensis
- Isachne guineensis
- Isachne hainanensis
- Isachne henryi
- Isachne himalaica
- Isachne hirtissima
- Isachne hoi
- Isachne homonyma
- Isachne jayachandranii
- Isachne kinabaluensis
- Isachne kiyalaensis
- Isachne kunthiana
- Isachne langkawiensis
- Isachne leersioides
- Isachne ligulata
- Isachne lisboae
- Isachne lutchuensis
- Isachne mauritiana
- Isachne meeboldii
- Isachne multiflora
- Isachne muscicola
- Isachne myosotis
- Isachne mysorensis
- Isachne nipponensis
- Isachne obtecta
- Isachne oreades
- Isachne pallens
- Isachne pangerangensis
- Isachne pauciflora
- Isachne petelotii
- Isachne polygonoides
- Isachne puberula
- Isachne pubescens
- Isachne pulchella
- Isachne pygmaea
- Isachne rigens
- Isachne rigidifolia
- Isachne salzmannii
- Isachne saxicola
- Isachne scabrosa
- Isachne schmidtii
- Isachne setosa
- Isachne sikkimensis
- Isachne smitinandiana
- Isachne surgens
- Isachne swaminathanii
- Isachne sylvestris
- Isachne trachycaula
- Isachne truncata
- Isachne walkeri
- Isachne vaughanii
- Isachne veldkampii
- Isachne venusta
- Isachne villosa
- Isachne vitiensis